# Переносные дома
Переносные дома — сборные дома, построенные на заводе, а не на месте, а затем доставленные в месторасположение. Так же называют дома-прицепы, которые могут быть перевезены по обычным дорогам с использованием тягача; они сейчас используются преимущественно как дома отдыха или временные дома. Бывают совершенно разных типов.
Мобильные дома, как правило, размещены на одном постоянном месте, но они сохраняют способность перемещаться.
В Соединённых Штатах эти дома регулируются Министерством жилищного строительства и городского развития согласно закону от 1974 года. Национальное регулирование позволило многим производителям распространять свою продукцию по всей стране, потому как юрисдикция местных властей, занимающихся зданиями, на них не рапространяется. Такие дома, впрочем, гораздо легче разрушаются торнадо. Однако в США насчитывается более 38000 трейлер-парков размерами от 5 до 1000 таких домов. В целом, дома последних поколений построены по более высоким стандартам, и скорость их амортизации была уменьшена.
Использование заготовленных на фабрике модульных домов столкнулось с трудностями с законом, который не был готов регулировать эти вопросы. Первоначально, модульные фабричные дома облагались налогами скорее как транспортное средство чем как недвижимость, что сказывалось на очень низких налогах для обитателей. Это заставило местное правительство переквалифицировать их для налогообложения. Тем не менее, даже с этими изменениями, быстрая инфляция часто приводила к тому что обитатели платили намного меньшие налоги на собственность чем ожидалось и планировалось.
Возможность быстро насытить модульными домами относительно небольшие площади выявила неудобства с местной инфраструктурой и властями, такими как упавшее давление воды, отвод сточных вод и дорожные пробки. Это заставило ограничивать законами размер и плотность поселений.
Ранние постройки, даже хорошо сохранившиеся, имели тенденцию к падению со временем в цене почти как транспортные средства. Это отличало их от домов, построенных стационарно, которые включали в стоимость землю, на которой стоят, которые росли в цене со временем. Появление этих домов в округе воспринималось с тревогой, частично из-за обесценивания недвижимости, которая могла распространиться и  на существующие постройки. Ввиду этой совокупности факторов большинство властей зонально и количественно ограничили постройку фабричных модульных домов в таких районах. Другие ограничения, такие как минимальный размер, ограничение на внешнюю отделку и цвет, на фундамент, также были задействованы. Также постоянно дискутировали о легализации постройки как движимого или недвижимого имущества, имея в виду привязанность к участку или мобильность. Иногда решающим фактором был снятые колёса или нет.
Получить кредит для такого дома может оказаться довольно трудно. Большинство банков не дают взаймы если в договор не включена земля. Есть несколько компаний, специализирующихся на кредитовании передвижных домов и закладных на них.
Новые дома, особенно двойной ширины, намного технологичней предшественников и отвечают архитектурным нормам на большинстве территории. Это привело к уменьшению падения стоимости. В дополнение к этому современные дома часто изготавливаются из материалов, используемых при капитальном строительстве, а не дешевых легковесных материалов. Они часто конструктивно схожи с домами капитального строительства. Основное отличие модульных домов в компактной крыше, так они могут легко транспортироваться под мостами и в узких проездах. Продажи домов двойной ширины превышают продажи домов стандартной ширины, что происходит по причине вышеупомянутых локальных ограничений. Другая причина большей распространенности домов двойной ширины является просторность, что делает их похожими на постройки капитального строительства. В деревнях до сих пор популярны дома одинарной ширины, где существует немного ограничений. Они часто используются как времянки в местностях, подверженных стихийным бедствиям, где ограничения временно сняты. Другая недавняя тенденция заключается в том, что владелец передвижного домика является владельцем места для него в районе, отведенном под массив мобильной «недвижимости».
Хотя вследствие схожести технологии многие фабрики производят и переносные дома, и модульные дома, в различных судебных исках, вызванных регулированием разным законодательством, время от времени очерчивается разница.
В Израиле такие дома называются «караванами» (один из современных типов — «каравилла»). Караваны строятся из лёгкого металла, как правило, не изолируются, но могут быть оснащены отоплением и системой кондиционирования; каравиллы ближе к концепции израильского дома на одну семью. Самый большой из лагерей каравилл был создан в Ницане, к северу от Ашкелона — изначально там было 250 каравилл, но позже их число выросло более чем до 500.